# Красный Яр (Заинский район)
Красный Яр — опустевший поселок в Заинском районе Татарстана. Входит в состав Александро-Слободского сельского поселения.

## География
Находится в восточной части Татарстана на расстоянии приблизительно 8 км на юго-восток по прямой от железнодорожной станции города Заинск у речки Лесной Зай.

## История
Основан в 1906—1911 годах, изначально назывался Красноярский.

## Население
Постоянных жителей было: в 1920—108 (вместе с посёлками Иринский, Забродный), в 1926 — 37, в 1938 — 94, в 1949 — 96, в 1958 — 47, в 1970 — 42, в 1979 — 17, в 1989 — 5, в 2002 — 0, 0 в 2010.